# Aleiodes rugosus
Aleiodes rugosus är en stekelart som först beskrevs av Kurhade och Nikam 2001.  Aleiodes rugosus ingår i släktet Aleiodes och familjen bracksteklar. Inga underarter finns listade i Catalogue of Life.